# Seznam zemětřesení v roce 2020
Legenda:

 6,0–6,9 Mw

 7,0–7,9 Mw

 8,0+ Mw

Toto je seznam zemětřesení v roce 2020. Zahrnuta jsou zde pouze zemětřesení o síle 6,0 Mw nebo výše. Pokud mají slabší zemětřesení za následek velké škody nebo ztráty na životech, tak jsou zde taktéž zahrnuta (neplatí však u mapy vpravo). Časové termíny jsou vedeny podle UTC času a všechny údaje pochází od Americké geologické služby (USGS).

## Přehled

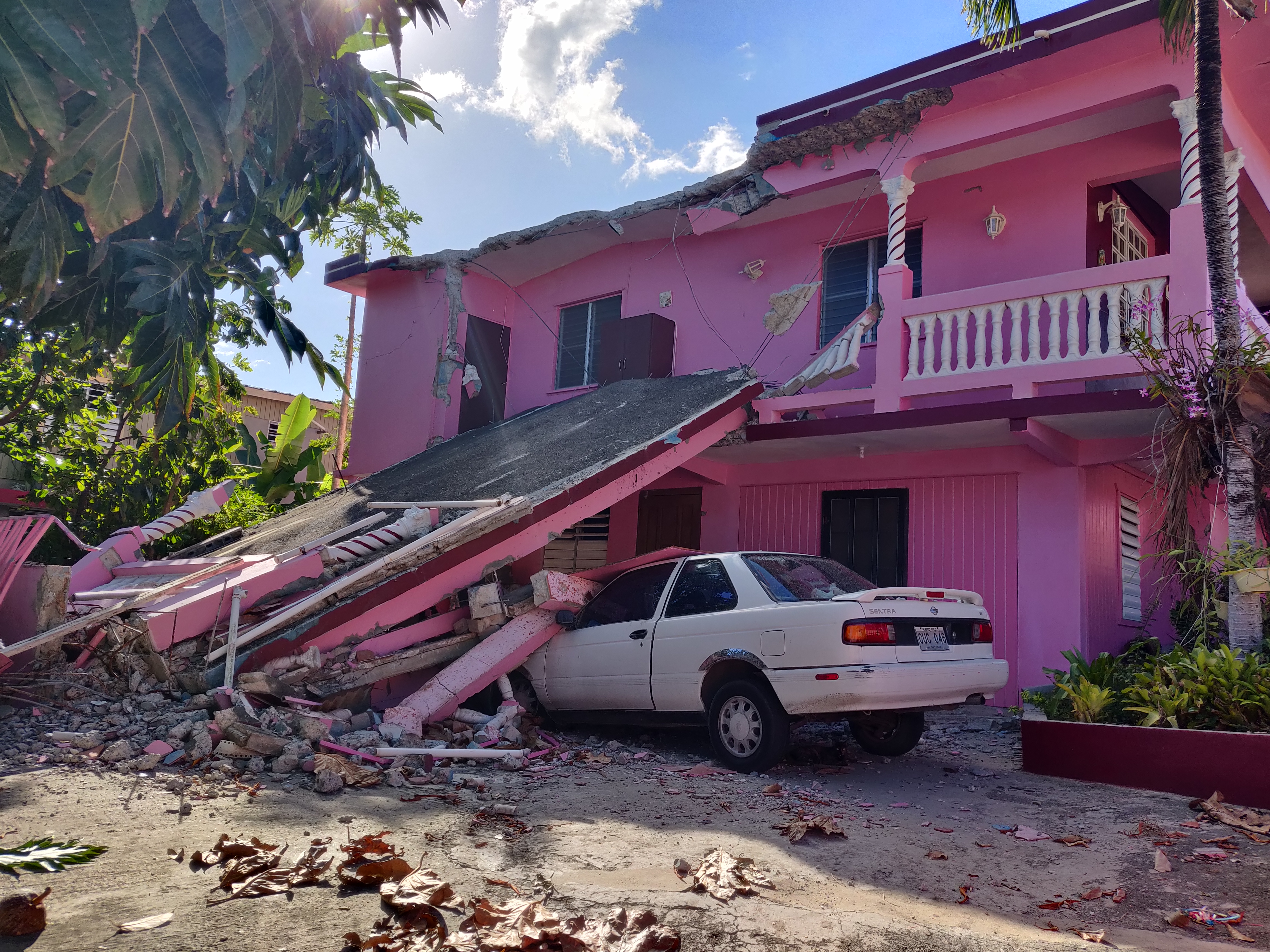
Zřícený dům v Yauco (Portoriko), síla 6,4 M_{w}.

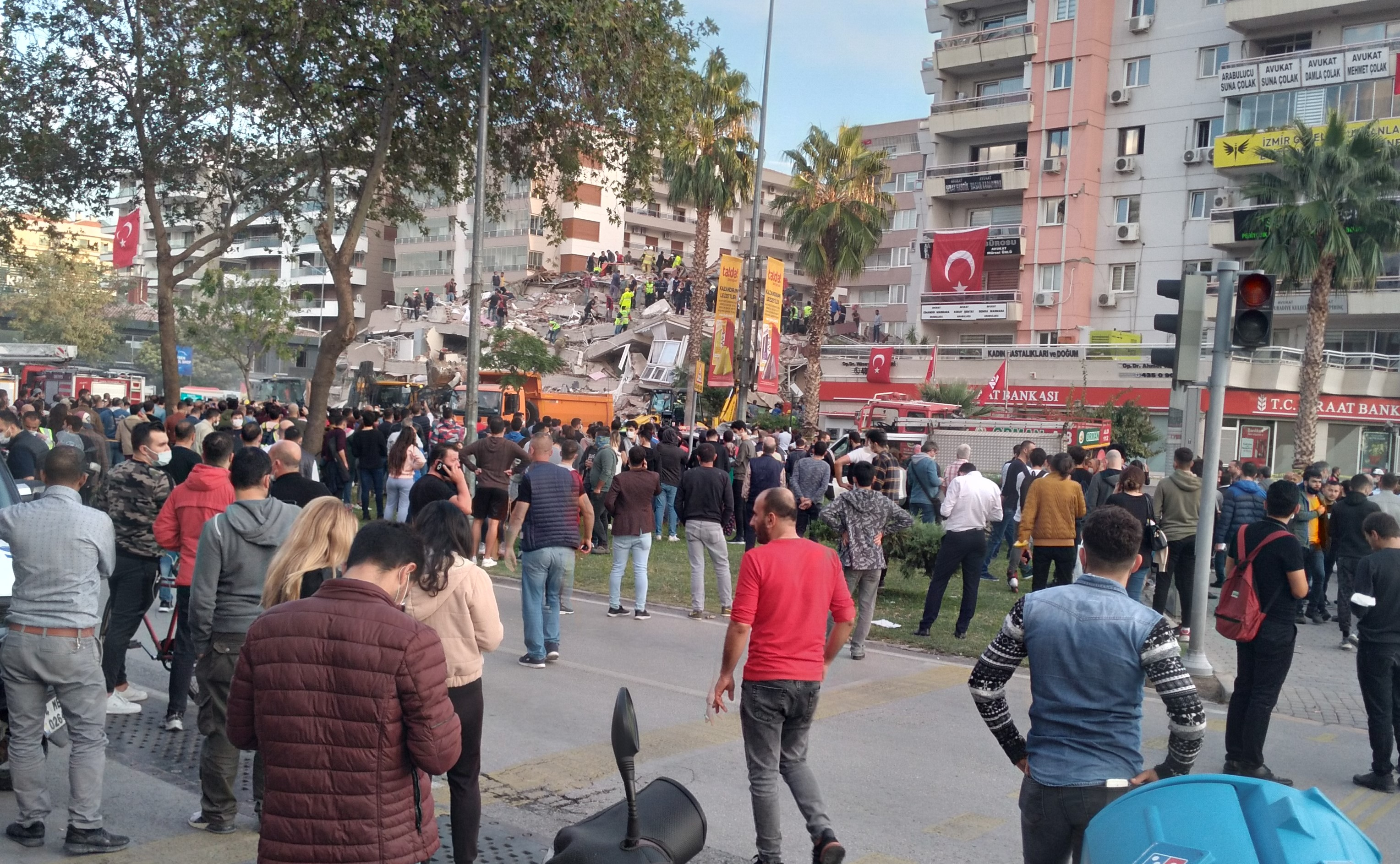
Suť zřícené budovy v Izmiru (Turecko),
síla 7,0 M_{w}.

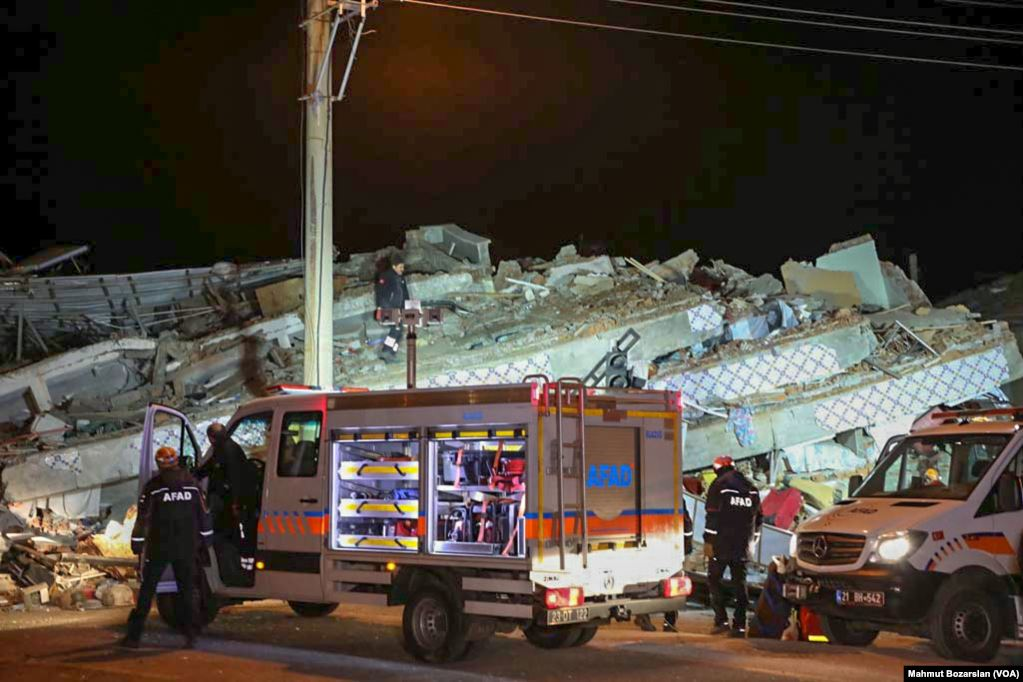
Trosky budovy v Elâzığu (Turecko), síla 6,7 M_{w}.

### Srovnání počtu zemětřesení s minulými roky
| Síla    | 2010   | 2011   | 2012   | 2013   | 2014   | 2015   | 2016   | 2017   | 2018   | 2019   | 2020   | 2021 |
| ------- | ------ | ------ | ------ | ------ | ------ | ------ | ------ | ------ | ------ | ------ | ------ | ---- |
| 8,0–9,9 | 1      | 1      | 2      | 2      | 1      | 1      | 0      | 1      | 1      | 1      | 0      |      |
| 7,0–7,9 | 21     | 19     | 15     | 17     | 11     | 18     | 16     | 6      | 16     | 9      | 9      |      |
| 6,0–6,9 | 151    | 204    | 129    | 125    | 140    | 124    | 128    | 106    | 117    | 133    | 112    |      |
| 5,0–5,9 | 1 963  | 2 271  | 1 412  | 1 402  | 1 475  | 1 413  | 1 502  | 1 451  | 1 675  | 1 489  | 1 315  |      |
| 4,0–4,9 | 10 164 | 13 303 | 10 990 | 9 795  | 13 494 | 13 239 | 12 771 | 11 296 | 12 777 | 11 337 | 12 216 |      |
| Celkem  | 12 309 | 15 798 | 12 548 | 11 341 | 15 121 | 14 795 | 14 420 | 12 860 | 14 586 | 12 973 | 13 654 |      |

### Podle počtu obětí
| Pořadí | Mrtví | Síla | Místo                     | Mer. stupnice     | Hloubka (km) | Datum      |
| ------ | ----- | ---- | ------------------------- | ----------------- | ------------ | ---------- |
| 1.     | 119   | 7,0  | Samos, Řecko, Turecko     | VIII (Bořivé)     | 21           | 30. října  |
| 2.     | 41    | 6,7  | Elâzığ, Turecko           | IX (Pustošivé)    | 10           | 24. ledna  |
| 3.     | 10    | 5,8  | Západní Ázerbájdžán, Írán | VII (Velmi silné) | 10           | 23. února  |
| 4.     | 10    | 7,4  | Oaxaca, Mexiko            | VIII (Bořivé)     | 20           | 23. června |

### Podle magnitudy
| Pořadí | Síla | Mrtví | Místo                            | Mer. stupnice     | Hloubka (km) | Datum        |
| ------ | ---- | ----- | -------------------------------- | ----------------- | ------------ | ------------ |
| 1.     | 7,8  | 0     | Perryville, USA                  | VII (Velmi silné) | 28           | 22. července |
| 2.     | 7,7  | 0     | Hanover, Jamajka                 | VI (Silné)        | 10           | 28. ledna    |
| 3.     | 7,6  | 0     | Aleutské ostrovy, USA            | VII (Velmi silné) | 35,4         | 19. října    |
| 4.     | 7,5  | 0     | Kurilské ostrovy, Rusko          | V (Málo silné)    | 56,7         | 25. března   |
| 5.     | 7,4  | 10    | Oaxaca, Mexiko                   | VIII (Bořivé)     | 20           | 23. června   |
| 6.     | 7,4  | 0     | Kermadekovy ostrovy, Nový Zéland | VII (Velmi silné) | 10           | 18. června   |
| 7.     | 7,0  | 119   | Egejské moře, Řecko, Turecko     | VIII (Bořivé)     | 21           | 30. října    |
| 8.     | 7,0  | 0     | Kurilské ostrovy, Rusko          | VI (Silné)        | 144          | 13. února    |
| 9.     | 7,0  | 1     | Oro, Papua Nová Guinea           | VII (Velmi silné) | 73           | 17. července |

## Seznam zemětřesení

### Leden
| Datum     | Místo                      | Stát                                      | Magnituda | Hloubka (km) | Mercalliho stupnice | Poznámka | Oběti | Oběti   |
| Datum     | Místo                      | Stát                                      | Magnituda | Hloubka (km) | Mercalliho stupnice | Poznámka | Mrtví | Zranění |
| --------- | -------------------------- | ----------------------------------------- | --------- | ------------ | ------------------- | --- | ----- | ------- |
| 2. leden  | Chorásán Razaví            | Írán                                      | 5,5       | 10           | VII (Velmi silné)   | Poškozeno 14 domů, některé z nich vážně. | -     | -       |
| 5. leden  | Oaxaca                     | Mexiko                                    | 5,9       | 87           | V (Málo silné)      | Některé domy utrpěly menší škody. | -     | -       |
| 6. leden  | Guayanilla                 | Portoriko                                 | 5,8       | 6            | VI (Silné)          | Některé budovy poškozeny. V obci Guayanilla vypadl proud a sesuvy zablokovaly některé silnice. | -     | -       |
| 7. leden  | Sinabang                   | Indonésie                                 | 6,3       | 17           | VI (Silné)          | U některých domy se rozbily okna a utvořily praskliny ve zdech. | -     | -       |
| 7. leden  | Peñuelas                   | Portoriko                                 | 6,4       | 9            | VIII (Bořivé)       | Hlavní zemětřesení ze série otřesů, které v poslední době sužovaly Portoriko. Na většině území ostrova byla přerušena dodávka elektrické energie. V jižní části se zřítilo mnoho budov, včetně kostelů. Jedna osoba rozdrcena troskami. Dva lidé zemřeli na infarkt.                                              | 3     | 8       |
| 7. leden  | Provincie West New Britain | Papua Nová Guinea                         | 6,0       | 117          | IV (Mírné)          | - | -     | -       |
| 8. leden  | Búšehr                     | Írán                                      | 4,9       | 10           | IV (Mírné)          | Otřesy postihly jadernou elektrárnu Búšehr, neutrpěla však žádné škody. | -     | 7       |
| 9. leden  | Čukotský autonomní okruh   | Rusko                                     | 6,4       | 10           | VII (Velmi silné)   | - | -     | -       |
| 10. leden | Guayanilla                 | Portoriko                                 | 5,2       | 9            | VI (Silné)          | Jedna žena zemřela na infarkt. Hlášeny škody, zhroucené budovy a výpadky proudu. | 1     | -       |
| 11. leden | Guayanilla                 | Portoriko                                 | 5,9       | 5            | VII (Velmi silné)   | Některé domy poškozeny. | -     | -       |
| 15. leden | Mendoza                    | Argentina                                 | 4,5       | 40           | V (Málo silné)      | Ve městě Mendoza pozorováno lehce škody. | -     | 1       |
| 17. leden | Oaxaca                     | Mexiko                                    | 5,2       | 17,5         | IV (Mírné)          | Sesuvy půdy a padající kameny zablokovaly některé silnice. Kostel a hliněné stavby poškozeny. | -     | -       |
| 18. leden | Papua                      | Indonésie                                 | 6,0       | 44           | VI (Silné)          | - | -     | -       |
| 19. leden | Sin-ťiang                  | Čína                                      | 6,0       | 5,6          | VIII (Bořivé)       | Otřesy zranily tři osoby, jednu kriticky. Ta později zemřela. | 1     | 2       |
| 19. leden | Severní Sulawesi           | Indonésie                                 | 6,1       | 121,7        | IV (Mírné)          | - | -     | -       |
| 19. leden | Reno County                | Spojené státy americké                    | 4,5       | 5            | VI (Silné)          | Popraskané zdi, chodníky a komíny. | -     | -       |
| 20. leden | Bristol                    | Jižní Georgie a Jižní Sandwichovy ostrovy | 6,1       | 93           | V (Málo silné)      | - | -     | -       |
| 22. leden | Manisa                     | Turecko                                   | 5,6       | 5,6          | VII (Velmi silné)   | Pár budov se zhroutilo. | -     | 4       |
| 23. leden | Aleutské ostrovy           | Spojené státy americké                    | 6,2       | 10           | VI (Silné)          | - | -     | -       |
| 24. leden | Elâzığ                     | Turecko                                   | 6,7       | 10           | IX (Ničivé)         | Zemětřesení v Turecku 2020. Zemřelo při něm 41 lidí a přes 1 600 lidí utrpělo poranění. K 27. lednu zůstávalo hospitalizovaných 86 lidí, z toho 18 na jednotce intenzivní péče. Úplně zničeno bylo 87 budov, poškozeno jich bylo celkem 2 945. Do pátrací a záchranné akce se zapojilo skoro 4 000 lidí a 22 psů. | 41    | 1 631   |
| 26. leden | Aleutské ostrovy           | Spojené státy americké                    | 6,1       | 17           | V (Málo silné)      | - | -     | -       |
| 27. leden | Kirakira                   | Šalomounovy ostrovy                       | 6,3       | 21           | VI (Silné)          | - | -     | -       |
| 28. leden | Hanover                    | Jamajka                                   | 7,7       | 14,9         | VI (Silné)          | Zemětřesení v Karibiku 2020. V oblasti nejsilnější od roku 1946. Na Jamajce mírně poškodilo některé z budov. Citelné bylo až v Mexiku či na Floridě. Taktéž vyvolalo neškodnou tsunami vysokou 12 cm. | -     | -       |
| 28. leden | Grand Cayman               | Kajmanské ostrovy                         | 6,1       | 10           | V (Málo silné)      | Dotřes. | -     | -       |
| 29. leden | Kirakira                   | Šalomounovy ostrovy                       | 6,0       | 85           | V (Málo silné)      | Dotřes. | -     | -       |

### Únor
| Datum    | Místo                      | Stát                                      | Magnituda | Hloubka (km) | Mercalliho stupnice | Poznámka | Oběti | Oběti   |
| Datum    | Místo                      | Stát                                      | Magnituda | Hloubka (km) | Mercalliho stupnice | Poznámka | Mrtví | Zranění |
| -------- | -------------------------- | ----------------------------------------- | --------- | ------------ | ------------------- | --- | ----- | ------- |
| 5. únor  | Východní Jáva              | Indonésie                                 | 6,2       | 592,4        | I (Nepozorovatelné) | - | -     | -       |
| 6. únor  | Severní Sulawesi           | Indonésie                                 | 6,0       | 19           | IV (Mírné)          | - | -     | -       |
| 6. únor  | Mindanao                   | Filipíny                                  | 6,0       | 43,6         | IV (Mírné)          | - | -     | -       |
| 8. únor  | Bristol                    | Jižní Georgie a Jižní Sandwichovy ostrovy | 6,0       | 16           | IV (Mírné)          | - | -     | -       |
| 8. únor  | Kumáón                     | Indie                                     | 4,7       | 18,8         | V (Málo silné)      | Jeden dům se zhroutil, jiné poškozeny. Sutinami byli zraněni dva lidé.                                                                                      | -     | 2       |
| 9. únor  | Provincie East New Britain | Papua Nová Guinea                         | 6,1       | 34           | VI (Silné)          | - | -     | -       |
| 13. únor | Kurilské ostrovy           | Rusko                                     | 7,0       | 144          | VI (Silné)          | - | -     | -       |
| 23. únor | Západní Ázerbájdžán        | Írán                                      | 5,8       | 10           | VII (Velmi silné)   | Otřesy postihly jak Írán, tak i sousední Turecko. V něm bylo zabito 10 osob a zranilo se více než 50 lidí. Na proti tomu v Íránu počet zraněných dosáhl 75. | 10    | 141     |
| 23. únor | Západní Ázerbájdžán        | Írán                                      | 6,0       | 10           | VII (Velmi silné)   | - | -     | -       |
| 24. únor | Cosenza                    | Itálie                                    | 4,8       | 10           | VII (Velmi silné)   | Jeden dům se zřítil, některé poškozeny. Jeden člověk zranila během bohoslužby padající cihla.                                                               | -     | 1       |
| 26. únor | Moluky                     | Indonésie                                 | 6,0       | 54           | V (Málo silné)      | - | -     | -       |

### Březen
| Datum      | Místo                     | Stát                   | Magnituda | Hloubka (km) | Mercalliho stupnice | Poznámka | Oběti | Oběti   |
| Datum      | Místo                     | Stát                   | Magnituda | Hloubka (km) | Mercalliho stupnice | Poznámka | Mrtví | Zranění |
| ---------- | ------------------------- | ---------------------- | --------- | ------------ | ------------------- | --- | ----- | ------- |
| 1. březen  | Leyte                     | Filipíny               | 5,4       | 10           | VI (Silné)          | Na ostrově Leyte byly poškozeny školy a další budovy. | -     | -       |
| 4. březen  | Kačjinský stát            | Myanmar (Barma)        | 4,8       | 10           | -                   | Poškozeno několik budov. | -     | -       |
| 6. březen  | jihozápadní Indický oceán | -                      | 6,0       | 10           | -                   | - | -     | -       |
| 10. březen | Západní Jáva              | Indonésie              | 5,0       | 10           | VIII (Bořivé)       | Dva lidé zraněny a poškozeno okolo 90 domů. | -     | 2       |
| 14. březen | Kermadekovy ostrovy       | Nový Zéland            | 6,4       | 10           | III (Slabé)         | - | -     | -       |
| 17. březen | Hihifo                    | Tonga                  | 6,0       | 10           | IV (Mírné)          | Otřesy postihly též Samou. | -     | -       |
| 18. březen | Sola                      | Vanuatu                | 6,1       | 176          | IV (Mírné)          | - | -     | -       |
| 18. březen | Salt Lake City            | USA                    | 5,7       | 11,9         | VIII (Bořivé)       | Nejsilnější zemětřesení v Utahu od roku 1992. Epicentrum se nacházelo téměř pod městem Salt Lake City. Přes 50 tisíc jeho obyvatel zůstalo bez proudu. Hlášeny pouze drobné škody na budovách.                                                     | -     | -       |
| 18. březen | Bali                      | Indonésie              | 6,2       | 20,4         | VI (Silné)          | - | -     | -       |
| 21. březen | Epirus                    | Řecko                  | 5,7       | 10           | VII (Velmi silné)   | Některé starší budovy se zřítily nebo byly zemětřesením poškozeny. Došlo k lehkému zranění tří osob. | -     | 3       |
| 22. březen | Záhřeb                    | Chorvatsko             | 5,3       | 10           | VII (Velmi silné)   | Zemětřesení v Záhřebu bylo nejsilnější za posledních 140 let (zemětřesení v Záhřebu (1880)). Způsobilo poškození 26 tisíc staveb, z nichž některé zkolabovaly. Padající střecha vážně zranila mladistvou osobu, která později zemřela v nemocnici. | 1     | 26      |
| 22. březen | Tichý oceán               | -                      | 6,1       | 10           |                     | - | -     | -       |
| 25. březen | Kurilské ostrovy          | Rusko                  | 7,5       | 55,4         | V (Málo silné)      | Vydalo se varování před vlnou tsunami, poté bylo ale odvoláno. | -     | -       |
| 26. březen | Soccsksargen              | Filipíny               | 6,1       | 59           | VI (Silné)          | Hlášeny pouze trhliny na zdech. | -     | -       |
| 28. březen | Střední Sulawesi          | Indonésie              | 5,8       | 10           | VII (Velmi silné)   | Hlášeno 33 poškozených domů a výpadky proudu. | -     | 3       |
| 31. březen | Idaho                     | Spojené státy americké | 6,5       | 10           | VIII (Bořivé)       | Nejsilnější zemětřesení v Idahu za posledních 40 let. | -     | -       |

### Duben
| Datum     | Místo               | Stát              | Magnituda | Hloubka (km) | Mercalliho stupnice | Poznámka | Oběti | Oběti   |
| Datum     | Místo               | Stát              | Magnituda | Hloubka (km) | Mercalliho stupnice | Poznámka | Mrtví | Zranění |
| --------- | ------------------- | ----------------- | --------- | ------------ | ------------------- | --- | ----- | ------- |
| 5. duben  | Severní Moluky      | Indonésie         | 6,0       | 36,4         | VI (Silné)          | - | -     | -       |
| 12. duben | Nový Amsterdam      | Francie           | 6,1       | 10           | IV (Mírné)          | - | -     | -       |
| 14. duben | Kermadekovy ostrovy | Nový Zéland       | 6,0       | 31           | I (Nepozorovatelné) | - | -     | -       |
| 15. duben | Bolívar             | Kolumbie          | 5,7       | 53           | V (Málo silné)      | V departmentu Cesar utrpěly škody některé starší budovy, kdežto v sousedním departmentu Magdalena se zřítily tři domy a jedno dítě bylo lehce zraněno. | -     | 1       |
| 16. duben | Piacenza            | Itálie            | 4,5       | 10           | VI (Silné)          | Mírné poškození v podobě prasklin na budovách ve městě Cerignale. Jeden kostel poškozen.                                                               | -     | -       |
| 16. duben | Islas de la Bahía   | Honduras          | 6,0       | 10           | V (Málo silné)      | - | -     | -       |
| 18. duben | Čičidžima           | Japonsko          | 6,6       | 453,8        | IV (Mírné)          | - | -     | -       |
| 19. duben | Iwate               | Japonsko          | 6,3       | 38           | VI (Silné)          | - | -     | -       |
| 25. duben | Bougainville        | Papua Nová Guinea | 6,3       | 16,9         | IV (Mírné)          | - | -     | -       |
| 30. duben | Severní Sumatra     | Indonésie         | 5,0       | 10           | IV (Mírné)          | Poškozeny některé budovy, školy a mešity. | -     | -       |

### Květen
| Datum      | Místo                   | Stát                   | Magnituda | Hloubka (km) | Mercalliho stupnice | Poznámka | Oběti | Oběti   |
| Datum      | Místo                   | Stát                   | Magnituda | Hloubka (km) | Mercalliho stupnice | Poznámka | Mrtví | Zranění |
| ---------- | ----------------------- | ---------------------- | --------- | ------------ | ------------------- | --- | ----- | ------- |
| 2. květen  | Kréta                   | Řecko                  | 6,6       | 17           | VI (Silné)          | Vydáno před tsunami, nakonec jižní pobřeží ostrova zasáhla neškodná vlna o výšce 20 cm. Hlášeny sesuvy půdy.                           | -     | -       |
| 2. květen  | Peñuelas                | Portoriko              | 5,4       | 9            | VII (Velmi silné)   | V různých městech přerušena dodávka el. energie. Několik budov částečně poškozeno.                                                     | -     | -       |
| 6. květen  | Moluky                  | Indonésie              | 6,8       | 107          | VI (Silné)          | - | -     | -       |
| 6. květen  | Lorestán                | Írán                   | 4,8       | 10           | VI (Silné)          | Pár budov poškozeno. | -     | 25      |
| 7. květen  | Bougainville            | Papua Nová Guinea      | 6,1       | 466,2        | II (Velmi slabé)    | - | -     | -       |
| 7. květen  | Teherán                 | Írán                   | 4,6       | 10           | V (Málo silné)      | V hlavním městě utrpěla zástavba mírné poškození. Jeden člověk zemřel na zranění hlavy, druhý na infarkt.                              | 2     | 38      |
| 12. květen | Santa Cruz              | Šalomounovy ostrovy    | 6,6       | 112,4        | V (Málo silné)      | - | -     | -       |
| 15. květen | Tonopah                 | Spojené státy americké | 6,5       | 2,8          | VIII (Bořivé)       | Nejsilnější zemětřesení v oblasti za posledních 65 let. Silnice mezi městy Las Vegas a Reno musela být kvůli četným trhlinám uzavřena. | -     | -       |
| 18. květen | Jün-nan                 | Čína                   | 5,1       | 10           | VII (Velmi silné)   | Některé budovy poškozeny, u jednoho nastal kolaps.                                                                                     | 4     | 28      |
| 18. květen | Kiruna                  | Švédsko                | 4,9       | 10           | V (Málo silné)      | Nejsilnější zemětřesení ve Švédsku za posledních 12 let. Otřesy způsobily v jednom dole závaly a musel být evakuován.                  | -     | -       |
| 22. květen | Baja California Sur     | Mexiko                 | 6,1       | 10           | IV (Mírné)          | - | -     | -       |
| 24. květen | Kohgíluje a Bójer-Ahmad | Írán                   | 5,1       | 10           | V (Málo silné)      | Historické město Dehdasht utrpělo vážné škody.                                                                                         | -     | 16      |
| 27. květen | Port Vila               | Vanuatu                | 6,1       | 10           | IV (Mírné)          | - | -     | -       |
| 31. květen | Puno                    | Peru                   | 6,1       | 186          | IV (Mírné)          | - | -     | -       |

### Červen
| Datum      | Místo                | Stát            | Magnituda | Hloubka (km) | Mercalliho stupnice | Poznámka | Oběti | Oběti   |
| Datum      | Místo                | Stát            | Magnituda | Hloubka (km) | Mercalliho stupnice | Poznámka | Mrtví | Zranění |
| ---------- | -------------------- | --------------- | --------- | ------------ | ------------------- | --- | ----- | ------- |
| 3. červen  | San Pedro de Atacama | Chile           | 6,8       | 96,8         | VI (Silné)          | Otřesy zapříčinily zhroucení kostela. Ve městě San Pedro jen mírné škody. | -     | -       |
| 3. červen  | Banda Aceh           | Indonésie       | 4,6       | 10           | IV (Mírné)          | Ve městě Sabang byly poškozeny některé budovy, u nichž se zřítily stěny a střechy. | -     | -       |
| 4. červen  | Severní Moluky       | Indonésie       | 6,4       | 106,9        | V (Málo silné)      | Poškozeno přes 300 domů. | -     | -       |
| 5. červen  | Malatya              | Turecko         | 5,2       | 10           | -                   | Zemětřesení v Pütürgu poškodilo více než 20 budov, z toho dvě vážně. | -     | -       |
| 7. červen  | Ancash               | Peru            | 4,5       | 57,2         | IV (Mírné)          | Jeden muž zemřel v důsledku záchvatu paniky. | 1     | -       |
| 10. červen | Atlantský oceán      | -               | 6,0       | 10           | I (Nepozorovatelné) | - | -     | -       |
| 13. červen | Rjúkjú               | Japonsko        | 6,6       | 159,6        | IV (Mírné)          | - | -     | -       |
| 13. červen | Agrigan              | Severní Mariany | 6,2       | 622          | II (Velmi slabé)    | - | -     | -       |
| 14. červen | Bingöl               | Turecko         | 5,9       | 10           | VII (Velmi silné)   | Otřesy nevydržela konstrukce pozorovací vojenské věže a zabila jednu osobu a další dva zranila. Vesnice v okolí epicentra utrpěly škody a 33 lidí se v nich zranilo.                       | 1     | 35      |
| 16. červen | Lai Chau             | Vietnam         | 4,5       | 10           | II (Velmi slabé)    | V mateřské škole se zhroutila střecha na spící děti. Čtyři utrpěla lehká zranění. | -     | 4       |
| 18. červen | Kermadekovy ostrovy  | Nový Zéland     | 7,4       | 10           | VII (Velmi silné)   | Vydáno varování před vlnou tsunami, poté se zrušilo. | -     | -       |
| 21. červen | Siglufjörður         | Island          | 6,0       | 10           | V (Málo silné)      | - | -     | -       |
| 21. červen | Mizóram              | Indie           | 5,6       | 12,6         | VI (Silné)          | Poškozeno několik budov včetně kostela. | -     | -       |
| 23. červen | Oaxaca               | Mexiko          | 7,4       | 20           | VIII (Bořivé)       | Silné zemětřesení způsobilo vážné škody v celém regionu. Trosky zřícených budov zabily 10 lidí. Vydáno varování před tsunami, nakonec byla pozorována neškodná vlna vysoká před půl metru. | 10    | 23      |
| 25. červen | Chotan               | Čína            | 6,3       | 10           | VII (Velmi silné)   | - | -     | -       |
| 25. červen | Van                  | Turecko         | 5,4       | 10           | VI (Silné)          | 15 domů poškozeno a 5 lidí bylo hospitalizováno kvůli lehkým zraněním. | -     | 5       |

### Červenec
| Datum        | Místo                                     | Stát                                      | Magnituda | Hloubka (km) | Mercalliho stupnice | Poznámka | Oběti | Oběti   |
| Datum        | Místo                                     | Stát                                      | Magnituda | Hloubka (km) | Mercalliho stupnice | Poznámka | Mrtví | Zranění |
| ------------ | ----------------------------------------- | ----------------------------------------- | --------- | ------------ | ------------------- | --- | ----- | ------- |
| 3. červenec  | Lajas                                     | Portoriko                                 | 5,3       | 3            | VI (Silné)          | Pád kamenů zničil v oblasti dům. | -     | -       |
| 6. červenec  | Střední Jáva                              | Indonésie                                 | 6,7       | 538,7        | II (Velmi slabé)    | - | -     | -       |
| 6. červenec  | Yap                                       | Mikronésie                                | 6,2       | 12,4         | -                   | - | -     | -       |
| 17. červenec | Oro (provincie)                           | Papua Nová Guinea                         | 7,0       | 79,8         | VII (Velmi silné)   | Sesuv zabil jednu ženu. Bylo vydáno varování před tsunami. Tucet budov bylo poškozeno a některé z nich se zřítily (jedna zraněná osoba). | 1     | 1       |
| 17. červenec | Port Blair                                | Indie                                     | 6,1       | 10           | III (Slabé)         | - | -     | -       |
| 18. červenec | Hihifo                                    | Tonga                                     | 6,1       | 14,4         | IV (Mírné)          | - | -     | -       |
| 21. červenec | Lau (souostroví)                          | Fidži                                     | 6,0       | 602,1        | -                   | - | -     | -       |
| 22. červenec | Perryville                                | USA                                       | 7,8       | 28           | VII (Velmi silné)   | Nejsilnější zemětřesení v roce 2020. Úřady varovaly před vlnou tsunami, později se výstrahu stáhly.                                      | -     | -       |
| 22. červenec | Tibet                                     | Čína                                      | 6,3       | 10           | VIII (Bořivé)       | - | -     |         |
| 22. červenec | Sand Point                                | USA                                       | 6,1       | 17,7         | VI (Silné)          | Dotřes. | -     | -       |
| 26. červenec | Jižní Georgie a Jižní Sandwichovy ostrovy | Jižní Georgie a Jižní Sandwichovy ostrovy | 6,3       | 10           | III (Slabé)         | - | -     | -       |
| 27. červenec | Son La (provincie)                        | Vietnam                                   | 4,8       | 10           | IV (Mírné)          | Zemětřesení poškodilo v pěti městech nejméně 126 budov. Některé se částečně zřítily.                                                     | -     | -       |
| 28. červenec | Sand Point                                | USA                                       | 6,1       | 41,3         | V (Málo silné)      | Dotřes. | -     | -       |

### Srpen
| Datum     | Místo                  | Stát                          | Magnituda | Hloubka (km) | Mercalliho stupnice | Poznámka                                                                                         | Oběti | Oběti   |
| Datum     | Místo                  | Stát                          | Magnituda | Hloubka (km) | Mercalliho stupnice | Poznámka                                                                                         | Mrtví | Zranění |
| --------- | ---------------------- | ----------------------------- | --------- | ------------ | ------------------- | ------------------------------------------------------------------------------------------------ | ----- | ------- |
| 1. srpen  | Bangsamoro             | Filipíny                      | 6,4       | 480,6        | III (Slabé)         | -                                                                                                | -     | -       |
| 1. srpen  | Manus (provincie)      | Papua Nová Guinea             | 6,0       | 10           | IV (Mírné)          | -                                                                                                | -     | -       |
| 5. srpen  | Malampa                | Vanuatu                       | 6,4       | 174,8        | IV (Mírné)          | -                                                                                                | -     | -       |
| 6. srpen  | Ostrovy prince Edvarda | Jižní Afrika                  | 6,3       | 10           | -                   | -                                                                                                | -     | -       |
| 7. srpen  | Guayanilla             | Portoriko                     | 4,8       | 12           | VI (Silné)          | Ve městě Ponce otřesy poškodily některé budovy.                                                  | -     | -       |
| 7. srpen  | Mila                   | Alžírsko                      | 4,9       | 10           | VI (Silné)          | 3 domy zcela zničeny, 31 staveb včetně silnic poškozeny.                                         | -     | -       |
| 9. srpen  | Severní Karolína       | USA                           | 5,1       | 7,6          | VII (Velmi silné)   | Nejsilnější zemětřesení v Severní Karolíně od roku 1916. Jedno dítě lehce zraněno.               | -     | 1       |
| 12. srpen | Pwani                  | Tanzanie                      | 6,0       | 17,6         | V (Málo silné)      | -                                                                                                | -     | -       |
| 18. srpen | Visayské ostrovy       | Filipíny                      | 6,6       | 10           | VIII (Bořivé)       | Zemřeli dva lidé: jednoho zavalily trosky jeho domu, druhý podlehl infarktu.                     | 2     | 170     |
| 18. srpen | Bengkulu (provincie)   | Indonésie                     | 6,8       | 22           | IV (Mírné)          | -                                                                                                | -     | -       |
| 18. srpen | Bengkulu (provincie)   | Indonésie                     | 6,9       | 26           | IV (Mírné)          | -                                                                                                | -     | -       |
| 21. srpen | Bandské moře           | Indonésie                     | 6,9       | 627,3        | III (Slabé)         | -                                                                                                | -     | -       |
| 22. srpen | Ascension              | Spojené království            | 6,0       | 10           | III (Slabé)         | -                                                                                                | -     | -       |
| 24. srpen | Puntarenas (provincie) | Kostarika                     | 6,0       | 27,2         | V (Málo silné)      | -                                                                                                | -     | -       |
| 25. srpen | East New Britain       | Papua Nová Guinea             | 6,2       | 22           | VI (Silné)          | -                                                                                                | -     | -       |
| 30. srpen | Bahia                  | Brazílie                      | 4,6       | 10           | VI (Silné)          | Nejsilnější zemětřesení v brazilském státě Bahia za posledních 30 let. Poškozeno njméně 22 domů. | -     | -       |
| 30. srpen | Atlantský oceán        | -                             | 6,5       | 10           | V (Málo silné)      | -                                                                                                | -     | -       |
| 31. srpen | Čagoské ostrovy        | Britské indickooceánské území | 6,2       | 10           | II (Velmi slabé)    | -                                                                                                | -     | -       |

### Září
| Datum    | Místo                 | Stát     | Magnituda | Hloubka (km) | Mercalliho stupnice | Poznámka                                                     | Oběti | Oběti   |
| Datum    | Místo                 | Stát     | Magnituda | Hloubka (km) | Mercalliho stupnice | Poznámka                                                     | Mrtví | Zranění |
| -------- | --------------------- | -------- | --------- | ------------ | ------------------- | ------------------------------------------------------------ | ----- | ------- |
| 1. září  | Atacama               | Chile    | 6,8       | 23           | VII (Velmi silné)   | -                                                            | -     | -       |
| 1. září  | Atacama               | Chile    | 6,3       | 17           | VI (Silné)          | Dotřes.                                                      | -     | -       |
| 1. září  | Atacama               | Chile    | 6,5       | 14,3         | VI (Silné)          | Dotřes.                                                      | -     | -       |
| 4. září  | Fukui                 | Japonsko | 4,5       | 10           | III (Slabé)         | Hlášeny drobné škody a lehká zranění.                        | -     | 13      |
| 6. září  | Coquimbo              | Chile    | 6,3       | 30,7         | VI (Silné)          | -                                                            | -     | -       |
| 6. září  | Port Vila             | Vanuatu  | 6,2       | 8,2          | IV (Mírné)          | -                                                            | -     | -       |
| 6. září  | Středoatlantský hřbet | -        | 6,7       | 10           | -                   | -                                                            | -     | -       |
| 6. září  | Davao                 | Filipíny | 6,3       | 119,4        | IV (Mírné)          | -                                                            | -     | -       |
| 6. září  | Golestán              | Írán     | 5,1       | 10           | V (Málo silné)      | 50 domů poškozeno.                                           | -     | 34      |
| 7. září  | Port Vila             | Vanuatu  | 6,0       | 10           | VI (Silné)          | Dotřes.                                                      | -     | -       |
| 11. září | Antofagasta           | Chile    | 6,3       | 51           | VII (Velmi silné)   | Některé domy utrpěly škody a jedna osoba byla lehce zraněna. | -     | -       |
| 12. září | Ófunato               | Japonsko | 6,1       | 32,1         | IV (Mírné)          | -                                                            | -     | -       |
| 15. září | Kamčatský kraj        | Rusko    | 6,4       | 344          | III (Slabé)         | -                                                            | -     | -       |
| 15. září | Labasa                | Fidži    | 6,0       | 10           | VI (Silné)          | -                                                            | -     | -       |
| 18. září | Středoatlantský hřbet | -        | 6,9       | 10           | III (Slabé)         | -                                                            | -     | -       |
| 26. září | Indický oceán         | -        | 6,1       | 10           | -                   | -                                                            | -     | -       |

### Říjen
| Datum     | Místo                 | Stát              | Magnituda | Hloubka (km) | Mercalliho stupnice | Poznámka | Oběti | Oběti   |
| Datum     | Místo                 | Stát              | Magnituda | Hloubka (km) | Mercalliho stupnice | Poznámka | Mrtví | Zranění |
| --------- | --------------------- | ----------------- | --------- | ------------ | ------------------- | --- | ----- | ------- |
| 1. říjen  | Pangai                | Tonga             | 6,4       | 35           | VI (Silné)          | - | -     | -       |
| 1. říjen  | Západní Nová Británie | Papua Nová Guinea | 6,0       | 109,2        | IV (Mírné)          | - | -     | -       |
| 1. říjen  | Navarra               | Španělsko         | 4,4       | 10           | IV (Mírné)          | Otřesy u některých budov způsobily ve zdech trhliny a rozbití oken. | -     | -       |
| 6. říjen  | Levuka                | Fidži             | 6,0       | 628,8        | II (Velmi slabé)    | - | -     | -       |
| 8. říjen  | Eastern Highlands     | Papua Nová Guinea | 6,3       | 103,5        | VI (Silné)          | - | -     | -       |
| 19. říjen | Aleutské ostrovy      | USA               | 7,6       | 35,4         | VII (Velmi silné)   | Vydáno varování před tsunami, k pobřeží však dorazila vlna vysoká asi 76 cm, aniž by způsobila nějaké škody. | -     | -       |
| 23. říjen | -                     | Fidži             | 6,1       | 463,9        | III (Slabé)         | - | -     | -       |
| 23. říjen | Chilský hřbet         | -                 | 6,0       | 10           | -                   | - | -     | -       |
| 25. říjen | Západní Jáva          | Indonésie         | 5,4       | 57,1         | IV (Mírné)          | 10 budov otřesy poškodily. | -     | 3       |
| 27. říjen | Západní Sulawesi      | Indonésie         | 5,4       | 22           | VI (Silné)          | Těhotná žena zemřela během paniky. Několik domů zemětřesení poškodilo. | 1     | -       |
| 30. říjen | Egejské moře          | Řecko, Turecko    | 7,0       | 21           | VIII (Bořivé)       | Silné zemětřesení způsobilo rozsáhlé škody v tureckém městě Izmir, kde se mnoho budov zhroutilo. Po něm přišla lokální vlna tsunami, jež zaplavila přilehlé pobřežní oblasti. Nejvíce osob zemřelo v Turecku a další uvěznily trosky zřícených staveb. V rámci počtu oběti se jedná o nejtragičtější zemětřesení roku 2020. | 119   | 1 053   |

### Listopad
| Datum        | Místo             | Stát       | Magnituda | Hloubka (km) | Mercalliho stupnice | Poznámka | Oběti | Oběti   |
| Datum        | Místo             | Stát       | Magnituda | Hloubka (km) | Mercalliho stupnice | Poznámka | Mrtví | Zranění |
| ------------ | ----------------- | ---------- | --------- | ------------ | ------------------- | --- | ----- | ------- |
| 3. listopad  | Aysén             | Chile      | 6,0       | 10           | -                   | - | -     | -       |
| 6. listopad  | Jižní Shetlandy   | Antarktida | 6,0       | 5,8          | V (Málo silné)      | - | -     | -       |
| 7. listopad  | Hihifo            | Tonga      | 6,1       | 29,3         | IV (Mírné)          | - | -     | -       |
| 11. listopad | Lau               | Fidži      | 6,0       | 416,9        | III (Slabé)         | - | -     | -       |
| 15. listopad | Caraga            | Filipíny   | 6,0       | 44,5         | V (Málo silné)      | Drobné škody na domech (např. praskliny na zdech).                                                                          | -     | -       |
| 22. listopad | Maule             | Chile      | 6,1       | 19,5         | IV (Mírné)          | - | -     | -       |
| 22. listopad | Skikda            | Alžírsko   | 5,2       | 10           | VI (Silné)          | Některé budovy byly otřesy poškozeny, včetně nemocnice.                                                                     | -     | -       |
| 25. listopad | Ballenyho ostrovy | Antarktida | 6,1       | 10           | -                   | - | -     | -       |
| 29. listopad | Salta             | Argentina  | 5,7       | 8            | VI (Silné)          | Zemětřesení způsobilo v hornaté části postižené oblasti sesuv půdy. Hliněné domy utrpěly těžké škody a některé zkolabovaly. | -     | -       |
| 30. listopad | Chabarovský kraj  | Rusko      | 6,4       | 589          | II (Velmi slabé)    | - | -     | -       |
| 30. listopad | Salta             | Argentina  | 6,3       | 189          | IV (Mírné)          | - | -     | -       |

### Prosinec
| Datum        | Místo                    | Stát       | Magnituda | Hloubka (km) | Mercalliho stupnice | Poznámka | Oběti | Oběti   |
| Datum        | Místo                    | Stát       | Magnituda | Hloubka (km) | Mercalliho stupnice | Poznámka | Mrtví | Zranění |
| ------------ | ------------------------ | ---------- | --------- | ------------ | ------------------- | --- | ----- | ------- |
| 1. prosinec  | Aleutské ostrovy         | USA        | 6,4       | 23           | VII (Velmi silné)   | - | -     | -       |
| 2. prosinec  | Ballenyho ostrovy        | Antarktida | 6,0       | 10           | -                   | - | -     | -       |
| 6. prosinec  | Tarapacá                 | Chile      | 6,1       | 105          | VI (Silné)          | - | -     | -       |
| 10. prosinec | I-lan                    | Tchaj-wan  | 6,1       | 73,2         | V (Málo silné)      | - | -     | -       |
| 14. prosinec | Antofagasta              | Chile      | 6,0       | 114          | IV (Mírné)          | - | -     | -       |
| 15. prosinec | Davao                    | Filipíny   | 6,1       | 26,9         | VI (Silné)          | U některých domů se objevily praskliny na zdech. | -     | -       |
| 16. prosinec | Arequipa                 | Peru       | 5,6       | 87,4         | V (Málo silné)      | Různé budovy poškozeny. Skalní řícení zablokavalo komunikaci. | -     | -       |
| 20. prosinec | Aomori                   | Japonsko   | 6,3       | 35           | V (Málo silné)      | - | -     | -       |
| 25. prosinec | Calabarzon               | Filipíny   | 6,3       | 109          | VI (Silné)          | - | -     | -       |
| 27. prosinec | Los Ríos                 | Chile      | 6,7       | 10           | V (Málo silné)      | - | -     | -       |
| 27. prosinec | Arequipa                 | Peru       | 5,7       | 34           | V (Málo silné)      | V osmi budovách muselo dojít k evakuaci. | -     | -       |
| 27. prosinec | Elâzığ                   | Turecko    | 5,5       | 10           | VII (Velmi silné)   | Dotřes lednového zemětřesení. Ze 68 zraněných byly dvě vážně. | -     | 68      |
| 28. prosinec | Sisacko-moslavinská župa | Chorvatsko | 5,2       | 10           | VII (Velmi silné)   | Předtřes. | -     | -       |
| 29. prosinec | Sisacko-moslavinská župa | Chorvatsko | 6,4       | 10           | IX (Pustošivé)      | Zemětřesení v Petrinji 2020 – v přilehlé oblasti došlo k vážným škodám na zástavbě. Zemřelo 7 osob, z toho 5 ve městě Glině. Otřesy byly citelné také na některých místech v České republice. Mezi další patří: Srbsko, Rakousko, Slovinsko, Bosna a Hercegovina a Itálie. | 7     | 25      |